# Llista de sistemes de puntuació del Campionat del Món de motocròs
Aquesta és una llista amb els sistemes de puntuació del Campionat del Món de motocròs aplicats històricament des del moment de la seva instauració com a Campionat d'Europa el 1952. Tal com passa a totes les disciplines motociclstes, el Campió del món de motocròs dins cada categoria (o "classe") es decideix en funció dels seus resultats als Grans Premis. Un cop comparats els punts obtinguts per cada pilot durant la temporada, qui més n'ha aconseguit n'és proclamat campió (els resultats del Gran Premi tenen efecte a dos campionats: al de pilots i al de constructors).

## Sistemes de puntuació

### 1952-1969
De 1952 a 1969, els punts obtinguts depenien de la classificació general dins el Gran Premi, la qual depenia al seu temps de la posició assolida en cadascuna de les dues mànegues: s'atorgava un punt al primer classificat, dos al segon, tres al tercer, etc., i guanyava qui menys n'obtenia. L'eventual retirada en una de les dues mànegues privava el pilot de punts i, per tant, no es podia classificar. Els eventuals empats es decidien en funció del nombre de voltes completades o del cronòmetre -atesa la poca precisió del cronometratge manual de l'època, alguna vegada un Gran Premi havia tingut dos pilots guanyadors ex aequo. En aquella primera època, només els 6 primers de cada Gran Premi obtenien punts per a la classificació final del campionat. Considerant la poca fiabilitat de les motos de l'època, només es computava la millor part dels resultats assolits pels pilots als Grans Premis (generalment, la meitat més un). Així, si la temporada en constava de vuit, es computaven els millors cinc resultats de cada pilot.
Barem de puntuació de 1952 a 1969:
| Posició | 1 | 2 | 3 | 4 | 5 | 6 |
| Punts   | 8 | 6 | 4 | 3 | 2 | 1 |

| Resultats que computen                         |
| 1/2 + 1 dels GP (cal acabar-hi les 2 mànegues) |

### 1970-1983
De 1970 a 1972, el sistema es mantingué igual, amb l'única innovació que s'atorgaven punts als 10 primers classificats del Gran Premi, no pas als 6 primers com abans.
El 1973 s'introduí un canvi significatiu: en comptes de puntuar segons el resultat final al Gran Premi, cadascuna de les dues mànegues puntuava per separat de cara al mundial, amb la qual cosa el fet de retirar-se d'una mànega ja no afectava tan dràsticament la classificació del pilot dins el campionat. Des d'aleshores, la classificació final del Gran Premi passà a ser quelcom honorífic, a banda de la importància econòmica que seguia tenint per les primes en metàl·lic. Tot i el canvi introduït, de cara al campionat del món se seguien considerant només la meitat més un dels resultats aconseguits a cadascuna de les mànegues dels Grans Premis. Això es va canviar el 1977: d'ençà d'aquella temporada, tots els resultats comptaven per a la classificació final.
Barem de puntuació de 1970 a 1983:
| Posició | 1  | 2  | 3  | 4 | 5 | 6 | 7 | 8 | 9 | 10 |
| Punts   | 15 | 12 | 10 | 8 | 6 | 5 | 4 | 3 | 2 | 1  |

| Resultats que computen |
| Fins al 1972: 1/2 + 1 dels GP (cal acabar-hi les 2 mànegues); 1973-76: 1/2 + 1 de les mànegues; Des de 1977: Totes les mànegues |

### 1984-2001
El 1984 s'introduí un altre barem de puntuació per tal de premiar els 15 primers classificats a cada mànega. La classificació final del Gran Premi s'obtenia sumant els punts de les dues mànegues i en cas d'empat, el guanyador era qui ho hagués fet millor a la segona mànega. Aquest sistema de desempat és vigent encara a l'actualitat. El 2001 es canvià l'anterior barem de puntuació, tot i que continuaven puntuant els 15 primers classificats.
Barem de puntuació del 1984 al 2000:
| Posició | 1  | 2  | 3  | 4  | 5  | 6  | 7 | 8 | 9 | 10 | 11 | 12 | 13 | 14 | 15 |
| Punts   | 20 | 17 | 15 | 13 | 11 | 10 | 9 | 8 | 7 | 6  | 5  | 4  | 3  | 2  | 1  |

Barem de puntuació la temporada de 2001:
| Posició | 1  | 2  | 3  | 4  | 5  | 6  | 7 | 8 | 9 | 10 | 11 | 12 | 13 | 14 | 15 |
| Punts   | 25 | 20 | 16 | 13 | 11 | 10 | 9 | 8 | 7 | 6  | 5  | 4  | 3  | 2  | 1  |

### 2002-Actualitat
El 2002, es va tornar a canviar el sistema per l'actualment vigent (a data de 2019) i, des d'aleshores, puntuen els 20 primers classificats a cada mànega.
Barem de puntuació de 2002 ençà:
| Posició | 1  | 2  | 3  | 4  | 5  | 6  | 7  | 8  | 9  | 10 | 11 | 12 | 13 | 14 | 15 | 16 | 17 | 18 | 19 | 20 |
| Punts   | 25 | 22 | 20 | 18 | 16 | 15 | 14 | 13 | 12 | 11 | 10 | 9  | 8  | 7  | 6  | 5  | 4  | 3  | 2  | 1  |